# Diablica (film 1991)
Diablica (wł. Un piede in paradiso) – włoski film komediowy z 1991 roku w reżyserii Enzo Barboniego.

## Fabuła
Bull Webster jest skromnym taksówkarzem. Nie wie, że lada chwila w swojej kieszeni odnajdzie los wartości 150 milionów dolarów. Fakt ten powoduje, że interesują się nim przedstawiciele Nieba i Piekła, gdyż jego opowiedzenie się po stronie dobra i zła może mieć wpływ na innych ludzi. Władca Nieba wysyła więc do niego anioła Victora, by nad nim czuwał. Z kolei przez Lucyfera zostaje posłana do niego piękna diablica Veronica, która ma sprowadzić go na złą drogę. Oboje rozpoczynają walkę o duszę Bulla.

## Obsada
- Carol Alt – Veronica Flame
- Bud Spencer – Bull Webster
- Thierry Lhermitte – Victor
- Jean Sorel – papież
- Riccardo Pizzuti – taksówkarz
- Anthony Giaimo – Roscoe
- Ian Bannen – Lucyfer